# Boreray (Saint Kilda)
Boreray (Schots-Gaelisch: Boraraigh) is een van de eilanden van de Saint Kilda-archipel.
Zoals de rest van Saint Kilda is Boraraigh het restant van een vulkaan, wat ervoor zorgt dat het zeer steile flanken heeft en rotsachtig is. Het is het meest afgelegen eiland van Saint Kilda, en ligt 7 kilometer ten noordoosten van het hoofdeiland, Hirta. Een halve kilometer ten westen ligt de Stac Lee, 172 meter hoog, en ongeveer even ver ten noorden de Stac an Armin, die tot 196 meter uit zee oprijst: dit zijn de twee grote rotsen die Boreray omringen. Daarnaast liggen tussen Boraraigh en de Stac an Armin nog twee andere kleine rotsjes, en ten zuiden ligt de Sgarbhstac.
Boreray is op zijn hoogste punt 384 meter hoog. Op het eiland zijn sporen van prehistorische bewoning aangetroffen. Het eiland met zijn omringende Stacs biedt een broedplaats aan duizenden vogels. Het is geheel en al, inclusief de Stacs, is in het beheer van de National Trust for Scotland en staat met de rest van Saint Kilda als Werelderfgoed geboekstaafd.